# Crossfire (игра, 1981)
Crossfire (рус. Перекрёстный огонь) — видеоигра, выпущенная на Apple II, Atari 400/800, VIC-20 и Commodore 64. Разработана Джеем Салливаном, впервые издана компанией Sierra On-line в 1981 году. В конце 1983 года была анонсирована версия игры на IBM PCjr, которая вышла в 1984 году.

## Сюжет
Неизвестно насколько далёкое, но тем не менее будущее. В один из городов человеческой цивилизации высаживаются инопланетяне, немедленно принявшиеся уничтожать его. Жителей немедленно эвакуруют, и вместе с ними уходят и городские вооружённые силы, забыв одного-единственного безымянного солдата, оставшегося с пришельцами наедине, не способного выбраться из города по неизвестным причинам, вытекающим из его не попадания в основную массу бегущих и отступающих. Не желая умирать, безымянный солдат-одиночка решает единолично, управляя боевой машиной, уничтожить всех заполонивших город пришельцев.
Если солдату, под управлением игрока, это удаётся, то на смену убитым приходят новые инопланетяне. Игра заканчивается только с гибелью главного героя.

## Геймплей
Цель каждого уровня Crossfire — ликвидировать всех врагов.
Для этого игрок использует клавиатуру для перемещения влево, вправо, вверх и вниз среди массивных блоков, избегая выстрелов и техники врагов. Игровое поле состоит из 42 блоков (7 столбцов и 6 строк), через которые проходят шесть вертикальных переулков, пять горизонтальных и 30 пересечений (перекрёстков) между ними. Игрок может двигаться и стрелять в любом направлении, но останавливаться разрешено только на перекрёстках.
Вдоль левой, правой и верхней сторон игрового поля находятся 16 мест, каждое из которых содержит четырёх врагов — одного из каждого вида. Когда противники выходят оттуда, они начинают перемещаться между блоками, пытаясь уничтожить игрока путём стрельбы или столкновения. Враги отличаются только внешним видом, сила и поведение у них одинаковы. Их разновидности: первая — небольшие голубоватые ромбовидные (за уничтожение игрок получает 10 очков); представители второй напоминают скарабеев (20 баллов за ликвидацию), третьи — оранжевые овалы с синими ногами (40 очков), четвёртые — серебряные ромбовидные (цена — 80 очков). Как и игрок, враги могут двигаться и стрелять в любом направлении, но не так быстро. И в отличие от игрока, у них никогда не кончаются боеприпасы.
Внутри четырёх блоков, находящихся в середине игрового поля, находятся оранжевые веретенообразные бонусы. В течение уровня каждый из них ненадолго выходит из блока, и его можно поймать для получения дополнительных очков. Их количество растёт в геометрической прогрессии (умножается на два), начиная со 100, когда игрок ловит 1 бонус. 200 — за 2; 400 — за 3 и 800 — за все четыре.
Интересной особенностью игры является ограниченный боезапас игрока. В начале раунда количество зарядов около 30 штук, но оно понижается прямо пропорционально прогрессу в уровнях. Когда боеприпасы почти или совсем заканчиваются, то на поле появляется (как правило — как можно дальше от текущего местоположения игрока) группа из четырёх пульсирующих белых точек. Их подбор даст новые патроны.
В начале игры у игрока есть 3 корабля (или жизни). За каждые 5000 очков добавляется 1 дополнительный(-ая, если использовать термин «жизнь»).

## Восприятие
Рецензент из Softline назвал Crossfire «новым взглядом на аркадные игры с удивительно красочными врагами и плавной анимацией», который «предлагает вызов и удовольствие для целеустремленных и настойчивых игроков». Памела Кларк из Byte оценила игру положительно, назвав её одной из самых тяжёлых и интересных аркадных игр.